# Матуш Чак

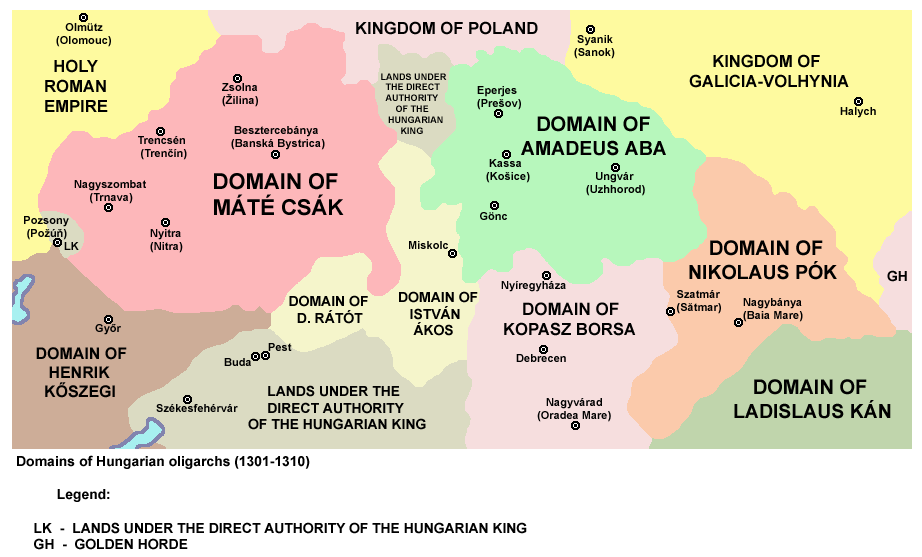

Матуш Чак Тренчинский (словац. Matúš Čák Trenčiansky; Мате III Чак и Матвей Тренчинский; вероятно 1252 год — 18 марта 1321) — венгерский магнат, сын Петера I Чака (? — 1283), «некоронованный король» западной и центральной Словакии, которая в ту пору входила в состав Венгрии. Словаки именовали его «паном Вага и Татр» (pán Váhu a Tatier).

## Биография
Венгерский род Чак издавна укоренился в Эстергомском комитате и обладал обширными владениями на территории современной Словакии. В 1278 году Матуш Чак помог немецкому королю Рудольфу I разгромить чешского короля Пржемысла II Оттокара в битве у Дюрнкрута. В 1291 году Матуш возглавил войско венгерского короля Андраша III, которое разгромило на подступах к Братиславе (венг. Pozsony) Генриха из Кёсега. В благодарность Матуш Чак получил титул Братиславского жупана. Под его влиянием оказался регион Спиш (Spiš), Матуш стал владельцем Зволенского комитата и многих поместий. В Задунавье ему принадлежал замок Вишеград (Visegrád). Своею неограниченной властью в подчинённых ему районах страны он начал отнимать имущество у неудобных дворян и забирал себе. Посягал он и на церковное достояние. Официально его в 1311 г. отправили в отставку. Но король не смог его отстранить от реальной власти. Матуш Чак устроил собственный дворец в Тренчинском замке.
После ряда споров с Андрашем, Матуш переселился в Тренчин, который с 1296 года стал центром его владений. Андраш III послал против него войска, но Матуш Чак успешно отбил нападение. После смерти Андраша, Матуш начал поддерживать чешского короля Вацлава III и помог ему в борьбе против Карла Роберта. 1 февраля 1302 года Матуш Чак установил полный контроль над Тренчанским и Нитранским комитатами.
В 1303 году Матуш Чак перешёл на сторону Карла Роберта. С 1304 года стал вести полностью самостоятельную политику, перестав поддерживать и Карла Роберта. Пик феодальной мощи Матуша Чака пришёлся на 1311—1312 годы, когда он контролировал 14 комитатов. С этого времени он начал себя вести как король, чем вызвал недовольство центральной власти. В 1312 году участвовал в битве при Розгановцах, неподалёку от Кошиц, но его войска подошли слишком поздно, когда исход битвы уже был решён. В 1314 году Матуш напал на Моравию и разбил при Голиче войска чешского короля Иоанна Люксембургского.
В 1317 году хотел назначить своего кастеляна в городе Нитра, который взял в осаду. Взял и сжёг Нитранский замок, причём сгорела ризница кафедрального собора и много драгоценностей и документов, стены крепости он разрушил до основания. Карл Роберт с помощью  магистра Донча забрал часть имущества Матуша. Против него восстал даже Нитранский епископ, который предал Матуша анафеме и отлучил его от церкви. Однако Матуш Чак Тренчинский  принимал участие на службах в церкви в Скалке и независимо и безгранично царствовал в своих владениях, включая Нитру, Братиславу и Тренчин до своей смерти.
Умер 18 марта 1321 года своей смертью, не оставив прямых наследников (его единственный сын Матуш умер в 1318 году). Владения Матуша Чака унаследовал его родственник (возможно, племянник) Штепан из Штернберка.
Об историческом значении Матуша Чака говорит факт, что ещё в XV веке западную Словакию называли «Матушова земля» (Matúšova zem). Позднее Людевит Штур, Йозеф Гурбан и другие словацкие будители порою романтизировали образ Матуша Чака как словацкого вельможи и владыки единой Словакии. Сам же Матуш Чак неизменно подчёркивал свою принадлежность к «Natio Hungarica».

## Комментарии
1. ↑  По-словацки: Остригомской жупе или Остригомском комитате. Эстергомский комитат населён преимущественно венграми, но вплотную примыкает к Словацким землям.
2. ↑  По-словацки: Генриха из Кисака или Генриха из Кёсега (Henricha z Kysaku, z Kösegu)
3. ↑  По-венгерски: Пожоньского ишпана (pozsonyi ispánná).
4. ↑  По-словацки: 14 жуп.